# DIY

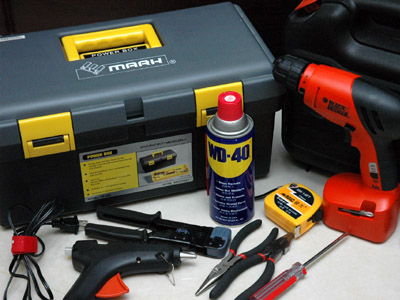
家用工具箱與一些簡單的DIY工具

DIY意思是英文Do It Yourself的縮寫，可以譯為自己動手做，也可译为亲力亲为，但通常不需詳譯人們也大都能理解其意義。DIY原本是個，但在中文環境裡除了當名詞用之外，它往往是被當作形容詞般使用，意指「自助的」。

## 起源與用法
DIY是一個在1960年代起源於西方的概念，原本指不依靠或聘用專業的工匠（在西方，相對於物料的成本，聘請人工所需的劳务费是很贵的），利用適當的工具與材料，靠自己來進行居家住宅的修繕工作。雖然起源不明而且可能是漸漸形成的概念，具體的產生過程無從考證，但通常提到DIY這用語的興起，常常（但错误地）被歸功至一位英國的電視節目主持人與工匠貝利·巴克尼爾（Barry Bucknell），他是最早在媒體上公開定義DIY的概念並且大力推廣的人，使得這用詞廣為人知，雖然在他之前，人們早已聽說過類似的概念在流傳。
雖然在一開始的時候，DIY這用語主要是專門針對住屋整修、庭園維護時，人們不想花費太多的費用找尋專業人士施工，而是利用自行購買或租用工具與購買來的材料，在閒暇時自行整修房屋的行為。但漸漸的DIY的概念也被擴及到所有可以自己動手做的事物上，例如自行維修汽車與家用電器產品。總體上來說，DIY的涵蓋範圍並沒有特別明確的範圍定義，而且除了定义外，為什麼要DIY的目的也由一開始時節省開銷的理由，慢慢地演變成一種以休閒、發揮個人創意或培養嗜好為主要目的的風氣，是否能節省成本往往變成次要因素。
因為各地民情不同，DIY在中文環境裡的常用方法與其英語起源有些落差。相對於歐美，亞洲地區購買套裝品牌電腦的比例較低，因此「個人電腦DIY」成為很普及的風氣，市面上甚至有以電腦DIY為主軸的專屬雜誌，或每年舉行電腦組裝比賽的活動。
DIY在今日已經是個不需額外解釋就能理解的常用字彙，由於它可以廣義用在任何自行動手做的事物上，在台灣以及中國大陆的年輕族群中，它還常常具有一個比較特殊的衍生用途，用來含蓄地（或戲弄性地）意指人類的自慰行為。
由於DIY (Do it yourself) 在中文被解釋為1.自家制/2.自助的，兩個意思，所以後來在2016年亞洲地區也出現了DIM (Do it myself)、DIH (Do it himself/herself)、DIT (Do it themselves)、DIO (Do it ourselves)，動物的話貼則可以用DII(Do it itself)(Leung & Li, 2016)這些簡稱。
此外，“DIY”一词在汉语中也有“亲力亲为”的译法。这一词语属四字格短语，最初仅使用于香港语，但之后在中国大陆、台湾与世界华人圈中也得到了使用。

## 相關產業
在DIY的概念形成之後，也漸漸興起一股與其相關的周邊產業。首先，為了教導一般人學會簡單的施工技能與各類工具的用法，一些DIY的教學指南書籍開始被撰寫、出版，甚至演變為專門的各式DIY雜誌。為了讓想要DIY的人們知悉市面上可以選擇的工具與材料種類，一些專門的產品型錄因應而生。1970到1980年代，隨著電視與錄放影機的普及，原本平面的書本型態教學指南也轉變成更加生動且容易理解的DIY電視節目或學習錄影帶。這些演變，逐漸形成一個以DIY為中心的出版媒體事業。
另一個隨著DIY而興起的產業，是以販售DIY用工具與材料（通常是建材類商品）為主要營業項目的銷售通路。這類的商店除了最傳統的五金行之外，隨著連鎖店與大賣場的概念開始興起後，DIY工具與材料的銷售產業，也逐漸與這類商業型態結合，產生了全新的連鎖大型DIY賣場，或如一些此類廠商給自己的自稱——家居改善中心（Home Improvement Center）。DIY銷售之所以特別適合與大型賣場結合，主要的原因是因為有些DIY用的工具或材料體積非常巨大，因此不適合在分散的小型商店擺設販賣。另一方面，一間屋子裡所可能會用到的建築材料品項繁多，也不是一般的中小型商店可以負擔得起，因此由此類大型賣場所霸佔的DIY零售市場，逐漸在全球各地形成。而DIY賣場在顧客群的分佈上，男性消費者的比重遠比女性高許多，在歐美地區，此類賣場往往是許多男性週末假日時流連忘返或消磨時間的最佳空間。
比較特殊的是，在台灣有些DIY大賣場也提供顧客購物後，送貨到家與代客施工的服務。像這樣的服務方式其實是與DIY凡事自己來的原始理念相抵觸的，但卻頗受時間與住處空間有限的此間民眾歡迎，是種因應不同的國情而有所修正的特殊現象。
为DIY的爱好者提供免费的知识性服务，这个产业紧随互联网的发展而出现，最早通过BBS，论坛等以网页的形式发布比如电脑的硬件软件安装维修等知识。2005年视频网站Youtube的推出后，在这个平台上很多专业领域的DIY教学频道陆续开通，涉及的领域非常广，从美容化妆，房屋装修，电器维修，到汽车修理等。Youtube上手机和相机维修的教学视频非常收欢迎，手机维修视频的代表是美国ifixit公司的iFixit Video频道，相机维修视频的代表是德国Chip-Tip公司的KAMERA HANDY STATION频道。

### 世界知名DIY通路列表
- 美國
  - The Home Depot[4]
  - iFixit[5]
- 英國
  - B&Q（中國大陆分公司名為「百安居」）[6]
- 日本
  - 東急手創館（東急ハンズ，其台灣分店稱為台隆手創館）：東急手創館與一般歐美風格DIY賣場不大相同，它的主要商品並非建材類產品，而是手工藝DIY用的工具、材料，以及生活工具與用品之專業賣店。
- 香港
  - 實惠家居
- 瑞典
  - IKEA[7]
- 德国
  - Kamera-Station[8]
  - Bauhause[9]

## 相關
- 自造者（創客）
- 灣區創客嘉年華（英语：Marker Faire）（每年五月在美國）